# Sant'Orante
Orante (Calabria, 1400 circa – Ortucchio, 5 marzo 1431) fu un giovane monaco vissuto nel XV secolo. È venerato come santo dalla Chiesa cattolica.

## Biografia
Nacque intorno all'anno 1400. Fu un pellegrino anonimo proveniente dalla Calabria che viveva di elemosine. Durante il pellegrinaggio si ammalò gravemente e si fermò a Ortucchio, in Abruzzo, vicino alla chiesa originariamente dedicata a Santa Maria in Ortucla (o Santa Maria in Ortuchís) e successivamente a lui intitolata. 
Secondo il racconto agiografico, dopo una giornata di questua, avrebbe fatto ritorno al luogo di culto, trovandolo chiuso; così avrebbe deciso di pregare all'esterno, su un cumulo di viti secche. Era il 5 marzo 1431 di un inverno ancora rigido, per questo sarebbe morto per assideramento avendo trovato la porta della chiesa sbarrata. La mattina seguente il paese avrebbe sentito suonare le campane a festa. Gli ortucchiesi, recatisi presso la chiesa, lo avrebbero ritrovato in ginocchio su quelle viti, non più secche ma che avrebbero prodotto nottetempo uva matura; non conoscendo il suo nome, lo chiamarono dalla posizione assunta «Orante». 
Alcuni storici ritengono che le fonti sulla data della morte del santo e quindi relative anche al periodo della sua esistenza non siano esatte, in quanto la data della morte sarebbe stata omologata per errore con quella della traslazione, risultando pertanto posticipata di circa quattro secoli.

## Il culto
La chiesa più antica di Ortucchio è stata intitolata al santo dopo la sua morte, le cui ossa sono ivi conservate. Nel 2018 il vescovo di Avezzano, Mons. Pietro Santoro ha elevato la chiesa a santuario. 
Sant'Orante è il patrono del comune abruzzese. I festeggiamenti si svolgono ad Ortucchio il 5 marzo, mentre la festa autunnale viene celebrata il 28 settembre.